# Temporale (David Riondino)
Temporale è un album di David Riondino pubblicato nel 1994.

## Tracce
1. Prologo (Cap. I) - 1:29
2. La ballata del si e del no - 5:09
3. Intro (Cap. II) - 0:43
4. Giuseppina che cammina sul filo - 1:19
5. Lo gnegnio - 8:53
6. Mistici digiuni - 4:52
7. Divano Caimano - 3:53
8. Lo Sguarguariello - 4:24
9. Processo e arringa - 1:01
10. Intro (Cap. III) - 1:22
11. Noi Piedi - 4:27
12. Sarajevo - 2:00
13. Intro (Cap. IV) - 0:54
14. Sonetto della Colombia - 2:16
15. Sonetto della lettera - 2:37
16. Intro (Cap. V) - 1:08
17. Una risorta - 4:02
18. Rumba da Rimini - 4:08
19. Intro (Cap. VI) - 1:27
20. Alternanza - 2:37
21. 29-3-94 - 2:06